# Ambient noise wall
Ambient noise wall (ANW) – podgatunek muzyki ambient industrial, będący połączeniem gatunków ambient i harsh noise wall. Charakterystyczne dla tego podgatunku są: brak melodii i rytmu, nacisk na fakturę i często ponadprzeciętna długość utworów. Istotny wpływ na rozwój gatunku miał James Killick. Do artystów tworzących w podgatunku ANW należą m.in. Vomir, Werewolf Jerusalem i Masonna.